# محمود البحر
محمود البحر (مواليد 3 يناير 1994 في جبلة، سوريا) هو لاعب كرة قدم دولي سوري. يلعب حاليا لصالح نادي الرفاع الذي ينافس في الدوري البحريني الممتاز منذ يوليو 2021.

## المسيرة الرياضية
بدأ البحر مسيرته الرياضية في جبلة في موسم 2011-2012. ثم انتقل إلى مصفاة بانياس في موسم 2012-2013. ثم عاد إلى جبلة في موسم 2014-2015 حيث احتل جبلة المركز التاسع والأخير في المجموعة الأولى وبالتالي هبط إلى الدرجة الثانية. انتقل إلى الجيش في بداية موسم 2015-2016 حيث ساهم في تتويج الجيش ببطولة الدوري حيث تصدر الجيش المجموعة الأولى برصيد 41 نقطة من 16 مباراة ثم في دور تحديد تصدر المجموعة التي لعبت بطريقة الدوري من دور واحد بين ست فرق حيث تصدر الجيش المرحلة بعدما جمع 13 نقطة من 5 مباريات بفارق نقطتين عن وصيفه الوحدة وبالتالي توج البحر بأولى بطولاته الشخصية علما بأن البحر سجل أربعة أهداف. 
في صيف 2016 قرر البحر خوض أولى تجارب الاحتراف الخارجية عندما انضم إلى زاخو العراقي. في خلال 12 مباراة لم يستطع البحر تسجيل أي هدف. في 25 يناير 2017 انتقل البحر إلى النصر الكويتي في عقد يستمر حتى نهاية الموسم. في بطولة الدوري الكويتي 2016–17 سجل البحر هدفين ليساهم في احتلال النصر المركز الثالث في بطولة الدوري. وفي بطولة كأس الأمير 2016–17 فرغم تسجيل البحر هدفين أيضا إلا أن النصر احتل المركز الخامس في المجموعة الثانية ليخرج من الدور الأول.
في صيف 2017 عاد إلى سوريا لينضم إلى تشرين. على الرغم من تألق البحر بتتويجه هدافا للبطولة إلا أن تشرين احتل المركز الرابع في بطولة الدوري السوري الممتاز 2017–18 وهو ما يعد تراجعا في مستوى تشرين الذي احتل مركز الوصيف في الموسم السابق.  أما في بطولة كأس سوريا 2018 فقد ساهم البحر في وصول تشرين إلى الدور النصف النهائي حيث خسر من الجيش 0-2 في مجموع المباراتين.
في صيف 2018 وافق البحر على الاحتراف الخارجي عندما انضم إلى مسيمير الذي ينافس في الدرجة الثانية القطري في عقد يمتد موسمين. في الموسم الأول احتل مسيمير المركز الرابع برصيد 20 نقطة من 15 مباراة وبالتالي فشل في الصعود إلى دوري نجوم قطر.  وفي بطولة كأس أمير قطر 2019 خرج مسيمير من المرحلة الأولى بعد خسارته من الشمال 1-2. في الموسم التالي احتل مسيمير المركز الخامس ليفشل مجددا في العودة إلى دوري نجوم قطر. وفي بطولة كأس أمير قطر خرج مسيمير من الدور الثمن النهائي بعد خسارته من الريان 0-4.
في صيف عاد إلى موطنه سوريا وانضم إلى ناديه الأم جبلة. ساهم البحر في احتلال جبلة المركز السابع في بطولة الدوري  وذلك بفضل أهدافه 21 التي من خلالها توج هدافا للبطولة للمرة الثانية في مسيرته الرياضية. أما في بطولة كأس سوريا فقد ساهم البحر في تتويج جبلة البطولة بعدما تغلب في المباراة النهائية على حطين بركلات الترجيح ليتوج البحر بثاني بطولاته الشخصية.
في 28 يوليو 2021 قرر البحر الموافقة على عرض الرفاع بطل الدوري البحريني الممتاز في الموسم السابق بالانتقال إليه في عقد يمتد لمدة موسم واحد.

## الألقاب والإنجازات
- الأندية
  - الجيش
    - الدوري السوري الممتاز (1): 2015-2016

  - جبلة
    - كأس سوريا (1): 2020-21
- الشخصية
  - هداف الدوري السوري الممتاز (2): 2017–18 - 2020-21

## روابط خارجية
- محمود البحر على موقع قاعدة بيانات كرة القدم.إي يو (الإنجليزية)
- محمود البحر على موقع Soccerway.com (الإنجليزية)
- محمود البحر